# Lijst van nummer 1-hits in de Belgische iTunes Top 30 in 2012
Deze hits stonden in 2012 op nummer 1 in de Belgische iTunes Top 30:
| Nummer | Datum        | Artiest                                                  | Titel                                                    |
| ------ | ------------ | -------------------------------------------------------- | -------------------------------------------------------- |
|        | 1 januari    | geen iTunes Top 30 verschenen wegens Top 100 Hitlist     | geen iTunes Top 30 verschenen wegens Top 100 Hitlist     |
| 23     | 8 januari    | Michel Teló                                              | Ai se eu te pego!                                        |
|        | 15 januari   | Michel Teló                                              | Ai se eu te pego!                                        |
|        | 22 januari   | Michel Teló                                              | Ai se eu te pego!                                        |
|        | 29 januari   | Michel Teló                                              | Ai se eu te pego!                                        |
|        | 5 februari   | Michel Teló                                              | Ai se eu te pego!                                        |
|        | 12 februari  | Michel Teló                                              | Ai se eu te pego!                                        |
| 24     | 19 februari  | Glenn Claes                                              | The sound of silence                                     |
| 23     | 26 februari  | Michel Teló                                              | Ai se eu te pego!                                        |
| 25     | 4 maart      | Triggerfinger                                            | I follow rivers                                          |
|        | 11 maart     | Triggerfinger                                            | I follow rivers                                          |
|        | 18 maart     | Triggerfinger                                            | I follow rivers                                          |
|        | 25 maart     | Triggerfinger                                            | I follow rivers                                          |
|        | 1 april      | Triggerfinger                                            | I follow rivers                                          |
|        | 8 april      | Triggerfinger                                            | I follow rivers                                          |
|        | 15 april     | Triggerfinger                                            | I follow rivers                                          |
| 26     | 22 april     | Gusttavo Lima                                            | Balada                                                   |
|        | 29 april     | Gusttavo Lima                                            | Balada                                                   |
|        | 6 mei        | Gusttavo Lima                                            | Balada                                                   |
|        | 13 mei       | Gusttavo Lima                                            | Balada                                                   |
|        | 20 mei       | Gusttavo Lima                                            | Balada                                                   |
| 27     | 27 mei       | Sam Sparro                                               | Happiness                                                |
| 26     | 3 juni       | Gusttavo Lima                                            | Balada                                                   |
| 27     | 10 juni      | Sam Sparro                                               | Happiness                                                |
|        | 17 juni      | Sam Sparro                                               | Happiness                                                |
|        | 24 juni      | Sam Sparro                                               | Happiness                                                |
|        | 1 juli       | Sam Sparro                                               | Happiness                                                |
|        | 8 juli       | Sam Sparro                                               | Happiness                                                |
|        | 15 juli      | Sam Sparro                                               | Happiness                                                |
|        | 22 juli      | Sam Sparro                                               | Happiness                                                |
| 28     | 29 juli      | will.i.am & Eva Simons                                   | This is love                                             |
|        | 5 augustus   | will.i.am & Eva Simons                                   | This is love                                             |
|        | 12 augustus  | will.i.am & Eva Simons                                   | This is love                                             |
| 29     | 19 augustus  | Asaf Avidan                                              | One day / Reckoning song (Wankelmut rmx)                 |
|        | 26 augustus  | Asaf Avidan                                              | One day / Reckoning song (Wankelmut rmx)                 |
|        | 2 september  | Asaf Avidan                                              | One day / Reckoning song (Wankelmut rmx)                 |
|        | 9 september  | Asaf Avidan                                              | One day / Reckoning song (Wankelmut rmx)                 |
|        | 16 september | Asaf Avidan                                              | One day / Reckoning song (Wankelmut rmx)                 |
| 30     | 23 september | PSY                                                      | Gangnam style                                            |
|        | 30 september | PSY                                                      | Gangnam style                                            |
| 31     | 7 oktober    | Adele                                                    | Skyfall                                                  |
| 30     | 14 oktober   | PSY                                                      | Gangnam style                                            |
|        | 21 oktober   | PSY                                                      | Gangnam style                                            |
| 31     | 28 oktober   | Adele                                                    | Skyfall                                                  |
|        | 4 november   | Adele                                                    | Skyfall                                                  |
|        | 11 november  | geen iTunes Top 30 verschenen wegens Millennium Top 1000 | geen iTunes Top 30 verschenen wegens Millennium Top 1000 |
|        | 18 november  | Adele                                                    | Skyfall                                                  |
| 32     | 25 november  | Passenger                                                | Let her go                                               |
|        | 2 december   | Passenger                                                | Let her go                                               |
| 33     | 9 december   | will.i.am & Britney Spears                               | Scream & shout                                           |
|        | 16 december  | will.i.am & Britney Spears                               | Scream & shout                                           |
|        | 23 december  | will.i.am & Britney Spears                               | Scream & shout                                           |
|        | 30 december  | geen iTunes Top 30 verschenen                            | geen iTunes Top 30 verschenen                            |

2010 ·
2011 ·
2012 ·
2013 ·
2014 ·
2015